# Hermann Osthoff
Hermann Osthoff (Unna, 18 aprile 1847 – Heidelberg, 7 maggio 1909) è stato un linguista tedesco, esponente della Scuola neogrammaticale che influenzò profondamente l'indoeuropeistica tra XIX e XX secolo.

## Biografia
Nato a Billmerich, sobborgo di Unna, Osthoff studiò filologia classica, germanica, sanscrito e linguistica comparativa a Berlino, Tubinga e Bonn, dove nel 1869 conseguì la laurea. A partire dal 1870 svolse attività di insegnamento a Kassel. Nel 1875 ottenne la libera docenza a Lipsia. Nel 1877 divenne professore straordinario di Glottologia e di Sanscrito a Heidelberg, dove divenne ordinario l'anno seguente.
Al centro delle sue ricerche fu la linguistica indoeuropea. Insieme a Karl Brugmann e ad August Leskien, Osthoff fu uno dei più influenti ispiratori del movimento dei Neogrammatici. A lui si deve la ricostruzione della vibrante indoeuropea in grado di assumere funzione sillabica (la liquida sonante *r̥).
Legò il suo nome ad una legge fonetica che da lui prese il nome (la cosiddetta "legge di Osthoff"), relativa all'abbreviamento che si verifica nel greco antico di una vocale lunga davanti a nasale o liquida più un'altra consonante.

## Opere
- (LA)  Quaestiones mythologicae, Bonn, Caroli Georgi, 1869
- (DE)  Forschungen im Gebiete der indogermanischen nominalen Stammbildung, Jena, Costenoble, 1875-1876, 2 voll.
- (DE)  Das Verbum in der Nominalcomposition im Deutschen, Griechischen, Slavischen und Romanischen, Jena, H. Costenoble, 1878
- (DE)  Morphologische Untersuchungen auf dem Gebiete der indogermanischen Sprachen (con Karl Brugmann), Lipsia, S. Hirzel, 1878-1910, 6 voll. Ora in:  Karl Brugmann, Hermann Osthoff, Morphologische Untersuchungen auf dem Gebiete der indogermanischen Sprachen, Hildesheim-New York, G. Olms, 1974-1975,  pp. 3 voll., ISBN 3-487-05079-X.
- (DE)  Das physiologische und psychologische Moment in der sprachlichen Formenbildung, Berlino, Carl Habel, 1879
- (DE)  Schriftsprache und Volksmundart. Vortrag, gehalten im Museum zu Heidelberg am 14. December 1878, Berlino, Carl Habel, 1883
- (DE)  Zur Geschichte des Perfects im Indogermanischen mit besonderer Rücksicht auf Griechisch und Lateinisch, Strasburgo, K. J. Trubner, 1884
- (DE)  Vom Suppletivwesen der indogermanischen Sprachen. Akademische Rede zur Feier des Geburtsfestes des höchstseligen Grossherzogs Karl Friedrich am 22. November 1899 bei dem Vortrag des Jahresberichts und der Verkündung der akademischen Preise gehalten, Heidelberg, J. Horning, 1899
- (DE)  Etymologische Parerga, Lipsia, S. Hirzel, 1901
- (DE) Hermann Osthoff, Karl Brugmann, Lieber freund... Die Briefe Hermann Osthoffs an Karl Brugmann, 1875 - 1904, a cura di Eveline Einhauser, Treviri, WTV, 1992, ISBN 978-3-88476-053-6.